# Pancras-west
Pancras-west is een buurt in de binnenstad van de Nederlandse stad Leiden. Pancras-West is gelegen tussen de Oude Rijn, de Nieuwe Rijn en de Hooigracht. De buurt ten oosten van de Hooigracht heet Pancras-oost.
Beide buurten zijn vernoemd naar de St. Pancras- of Hooglandse Kerk die zeer gezichtsbepalend is in dit gedeelte van de binnenstad. De buurten liggen op het meest westelijke deel van het Waardeiland, het land tussen de twee Rijnen.

## Bezienswaardigheden
Belangrijke bezienswaardigheden en monumenten in Pancras-west zijn:
- De Burcht
- De Hooglandse Kerk
- De Hooglandse Kerkgracht
- De Koornbrug

### Musea
- The Leiden American Pilgrim Museum, gevestigd in een 14e-eeuws woonhuis aan de Beschuitsteeg.

De buurt staat verder bekend om de smalle straten met kinderkopjes rond de Burcht en Hooglandse Kerk en de vele cafés met terrassen op en langs het water van de Nieuwe Rijn. Een prominent punt is de Hoogstraat, de plek waar de twee Rijnen samenkomen.

## Fotogalerij

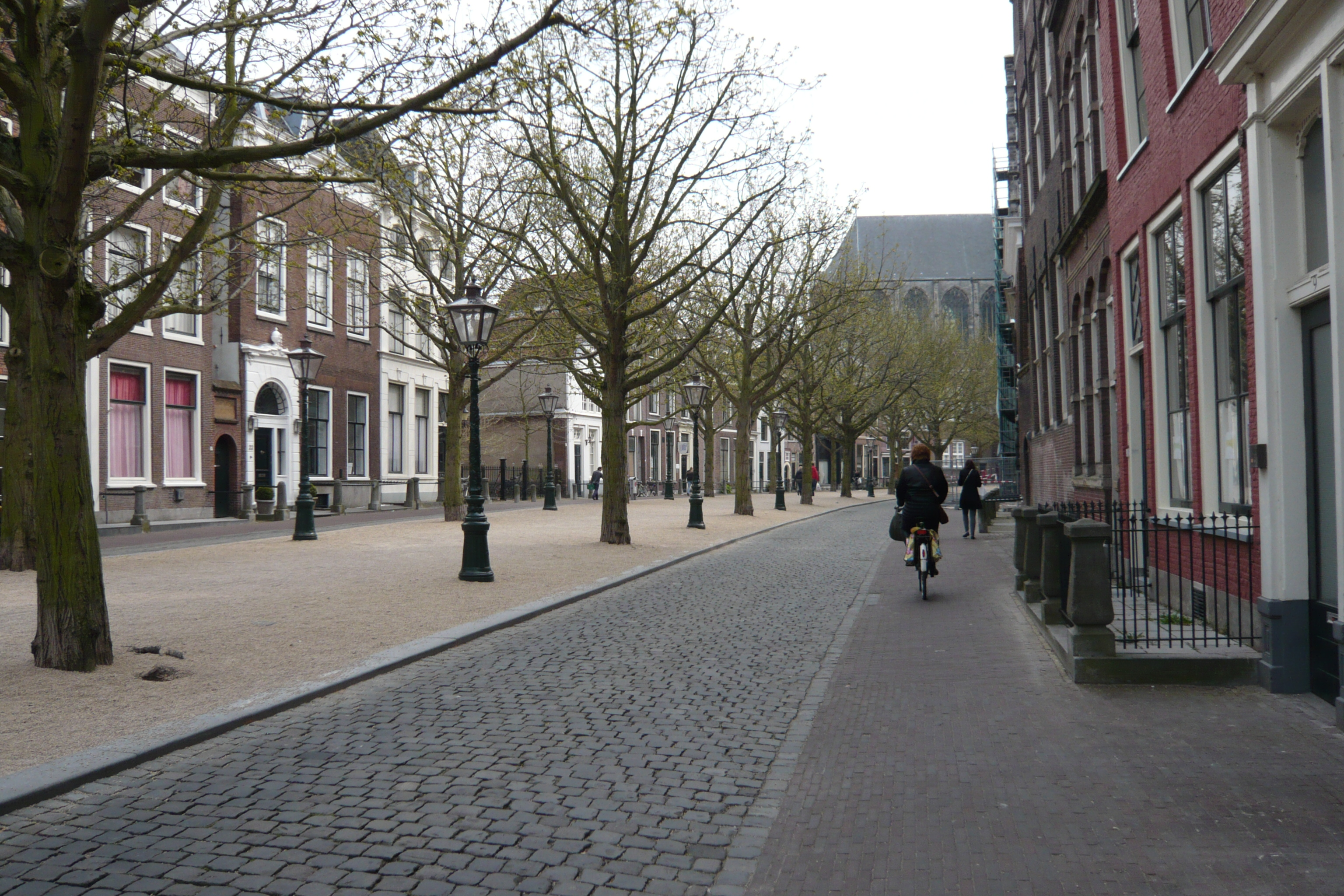
Hooglandse Kerkgracht
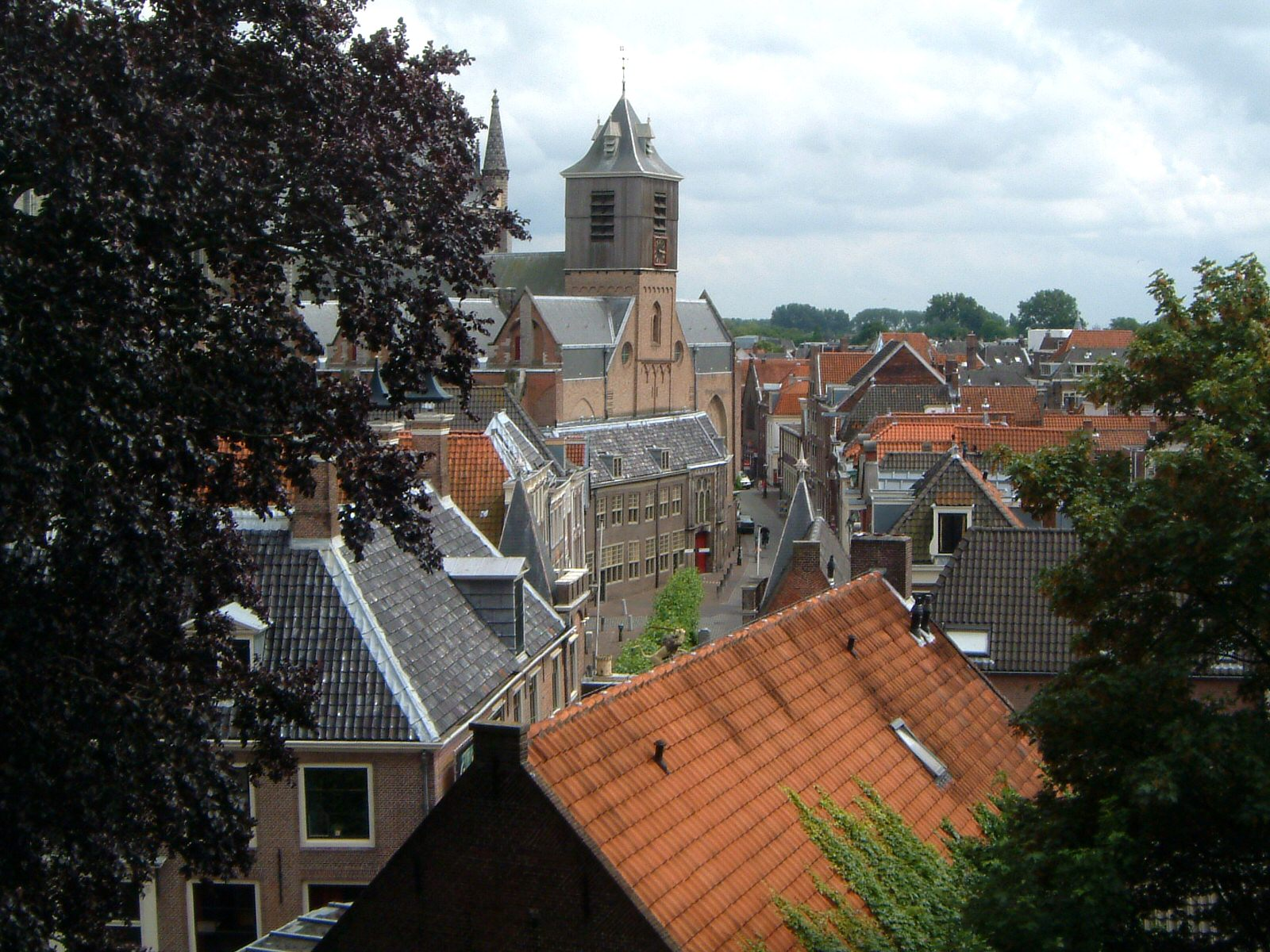
De wijk vanaf de Burcht
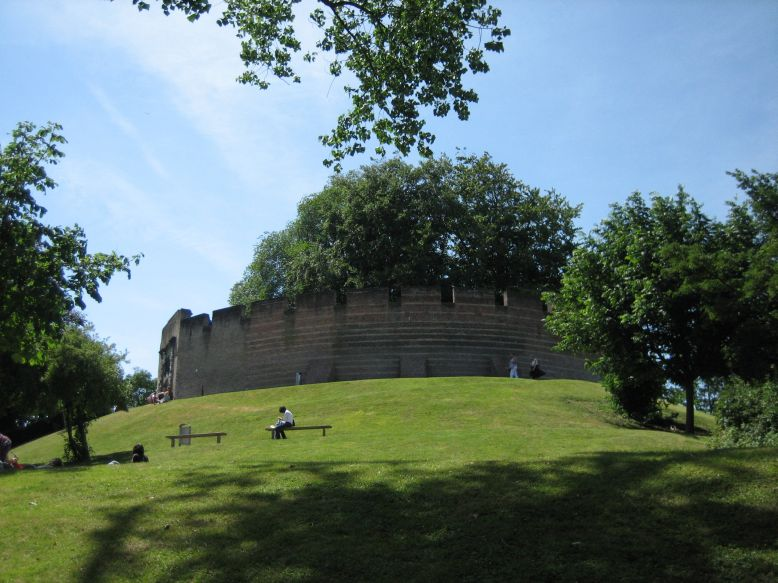
De Burcht